# Hörby (Blekinge)
Hörby is een plaats in de gemeente Sölvesborg in het landschap Blekinge en de provincie Blekinge län in Zweden. De plaats heeft 129 inwoners (2005) en een oppervlakte van 36 hectare.